# Rolette (Dakota du Nord)
Pour les articles homonymes, voir Rolette.
La ville de Rolette est située dans le comté de Rolette, dans l’État du Dakota du Nord, aux États-Unis. Sa population s’élevait à 594 habitants lors du recensement de 2010, estimée à 599 habitants en 2018.

## Histoire
Rolette a été établie en 1905 et a pris le nom du comté. Rolette a été incorporée en 1930. Un bureau de poste y a été ouvert en 1905.

## Démographie
| 1910 | 1920 | 1930 | 1940 | 1950 | 1960 |
| ---- | ---- | ---- | ---- | ---- | ---- |
| 408  | 409  | 428  | 460  | 451  | 524  |

| 1970 | 1980 | 1990 | 2000 | 2010 | - |
| ---- | ---- | ---- | ---- | ---- | - |
| 579  | 667  | 623  | 538  | 594  | - |

## Source
- (en) Cet article est partiellement ou en totalité issu de l’article de Wikipédia en anglais intitulé « Rolette, North Dakota » (voir la liste des auteurs).

1. ↑  « Population and Housing Unit Estimates » (consulté le 11 juin 2019)
2. ↑  Bureau du recensement des États-Unis, « Census of Population and Housing » (consulté le 19 janvier 2014)
3. ↑  « Population Estimates », Bureau du recensement des États-Unis (consulté le 11 juin 2019)
4. ↑  (en) « Statistiques des États-Unis - Dakota du nord - Profils des comtés de 2010 » (consulté en juin 2021)